# Conversion chimique
 (janvier 2025).
Si vous disposez d'ouvrages ou d'articles de référence ou si vous connaissez des sites web de qualité traitant du thème abordé ici, merci de compléter l'article en donnant les références utiles à sa vérifiabilité et en les liant à la section « Notes et références ».
Pour les articles homonymes, voir conversion.
Dans le domaine de la pollution atmosphérique, on constate que de nombreux polluants gazeux subissent à la fois des transformations chimiques (un gaz se transforme en un autre gaz ; par exemple le monoxyde d'azote se transformant en dioxyde d'azote) et des conversions chimiques : un gaz se transformant en particules en suspension ou en vésicules d'où l'expression également utilisée de « conversion gaz-particule ».
Principales conversions chimiques dans l'atmosphère :
- dioxyde de soufre (ou sulfure d'hydrogène) > acide sulfurique > sulfates
- dioxyde d'azote > acide nitrique > nitrates
- ammoniac > ammonium > sels d'ammonium
- terpènes > aérosols organiques.

Si les conversions chimiques ne se produisaient pas en donnant un volume de particules plus faible, les diverses émissions gazeuses croîtraient vers un volume infini.